# 차진호
차진호(1972년 2월 22일~)는 대한민국의 휠체어 컬링 선수이다. 개명 전 이름은 차재관이며, 2018년 동계 패럴림픽에 대한민국 휠체어컬링 국가대표로 참가했다.